# 徐枝芳
徐枝芳（？年—？年），字天桂，號可齋，福建省浦城縣人，清朝政治人物。

## 生平
康熙二十三年甲子丘坦榜舉人，康熙四十三年任四川省順慶府鄰水縣知縣。康熙四十三年，重修更建鄰水縣城門四樓曰發育門、迎陽門、金馬門、星拱門。